# امامزاده شفیع
امامزاده شفیع، روستایی از توابع بخش شاندرمن شهرستان ماسال در استان گیلان ایران است.

## موقعیت جغرافیایی
این روستا در 7 کیلومتری جنوب غربی شهر شاندرمن واقع شده‌است. این روستا به موازات رودخانه مرغک که از جنوب غربی به سمت شمال شرقی جریان دارد گسترده شده‌است.طول این روستا به موازات رود مرغک در حدود ۴ کیلومتر و عرض مسطح و مسکونی آن در هرسمت حاشیه این رود در حدود ۲۰۰ متر می‌باشد  که از دو سمت توسط رشته کوههایی محصور شده‌است.

## وجه تسمیه
روستا را به اسم بقعه ای که آن را به فرزندان امام موسی کاظم  نسبت می دهند و تقریباً در وسط این روستا واقع شده‌است ، به نام " امامزاده شفیع " می خوانند.

## جمعیت
این روستا در دهستان شاندرمن قرار دارد و براساس سرشماری مرکز آمار ایران در سال ۱۳۸۵، جمعیت آن ۴۳۵ نفر (۱۰۵خانوار) بوده‌است.
در حال حاضر و با توجه به سرشماری خانه بهداشت امامزاده شفیع در پایان سال ۱۳۹۶ ، جمعیت این روستا ۴۲۹ نفر ( ۱۱۶ خانوار) می‌باشد که درطی دو دههٔ اخیر به دلیل کمبود امکانات رفاهی و معیشتی و به تبع آن مهاجرت جمعیت ، شاهد کاهش جمعیت بوده ولی در ۱۰ سال گذشته به دلیل نگاه ویژهٔ دولت به ساختارهای روستایی و تأمین مسکن و سایر امکانات ، به گونه ای آشکار ، شاهد کاهش مهاجرت به خارج از روستا و حتی شروع مهاجرت به داخل بوده‌است.